# Venere Anadiomene (Tiziano)
La Venere Anadiomene è un dipinto a olio su tela (73,6x58,4 cm) di Tiziano, databile al 1520 circa e conservato nel National Gallery of Scotland di Edimburgo.

## Storia
Non è certo che l'opera sia quel Bagno citato dalle fonti antiche come dipinto da Tiziano per Alfonso I d'Este nel 1517. La datazione per lo più oggi accettata riferisce l'opera al 1520 circa, in stretto confronto con la ninfa nuda nel Baccanale degli Andrii.
L'opera appartenne già a Cristina di Svezia e al duca d'Orléans. Già nelle collezioni del conte di Ellesmere, depositate nel museo scozzese, fu acquistato infine dall'istituzione nel 2003.
L'opera è in ottime condizioni di conservazione e una radiografia eseguita durante un restauro ha evidenziato come la testa della dea nel disegno originale fosse in posizione diversa.

## Descrizione e stile
La Venere Anadiomene è la rappresentazione della nascita della dea dalle acque del mare di Cipro. Esisteva la descrizione in Plinio di un dipinto di Apelle su questo soggetto e spesso i pittori del Rinascimento si impegnarono nella sfida di rievocarlo, come Botticelli nella celebre Nascita di Venere.
Anche Tiziano doveva conoscere la descrizione del modello antico, ma impostò la scena come un ritratto di un nudo ideale femminile stretto tra i bordi della tela, in posizione eretta, mentre esce dall'acqua con le gambe ancora immerse fino a sopra la metà della coscia. Ella avanza districandosi i capelli e compiendo una torsione che la fa piegare leggermente in avanti, seguendo l'esempio della statuaria antica. La conchiglia di capasanta che galleggia sulla superficie marina rimanda alla leggenda della sua nascita, spinta a riva sulle valve dell'animale marino proprio come una perla.
Il tipo fisico della donna è tipico di quegli anni e forse corrispoinde a un'amante dell'artista realmente esistita. Lo si riscontra nella Flora degli Uffizi, nella Donna allo specchio al Louvre, nella Vanità a Monaco, nella Salomè della Galleria Doria Pamphilj, nella Violante e nella Giovane donna con veste nera di Vienna.
Interessante, visti i rapporti di Tiziano e Morto da Feltre (Pietro, o per altri Lorenzo, Luzzo) in occasione della decorazione del Fondaco dei Tedeschi a Venezia, è il dipinto di Venere-Fortuna-Primavera nella stanza al primo piano di casa de' Mezzan a Feltre. L'affresco, scoperto nel 1990, mostra una grande donna nuda che porge la chioma a chi la guarda (Fortuna), sorge dalla schiuma del mare (Venere Anadiomene) e sta sotto i segni dello zodiaco del toro e dei gemelli (primavera). La datazione è 1520.

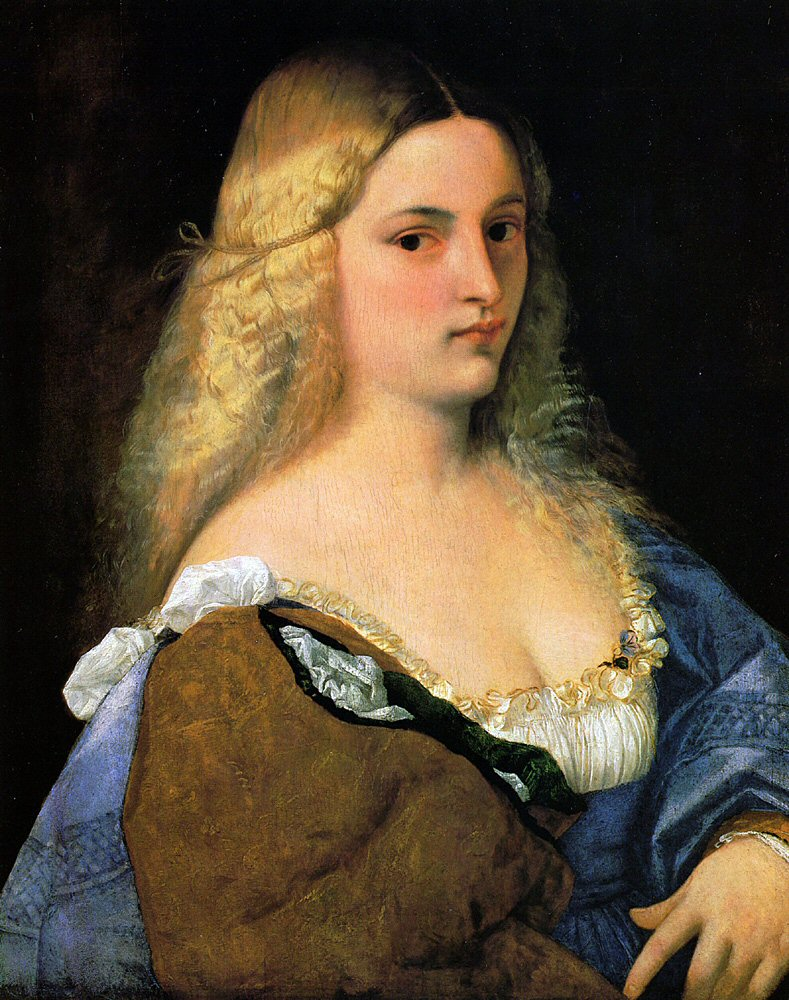
Violante (Kunsthistorisches Museum)
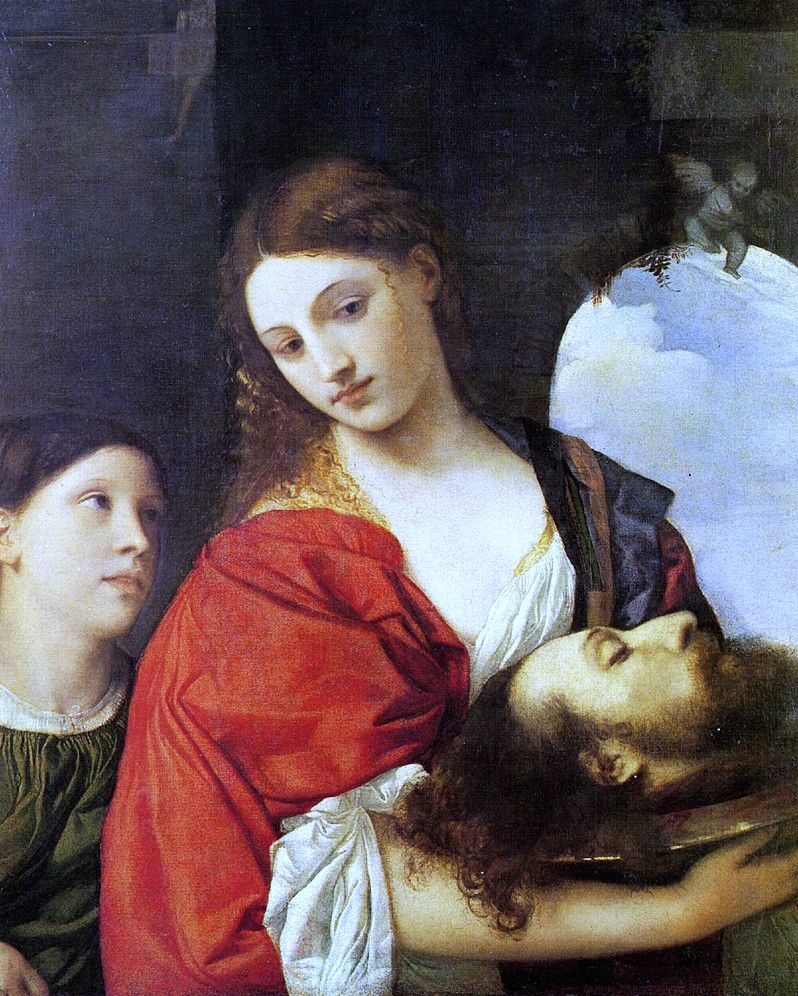
Salomè (Galleria Doria Pamphilj)
Donna allo specchio (Louvre)
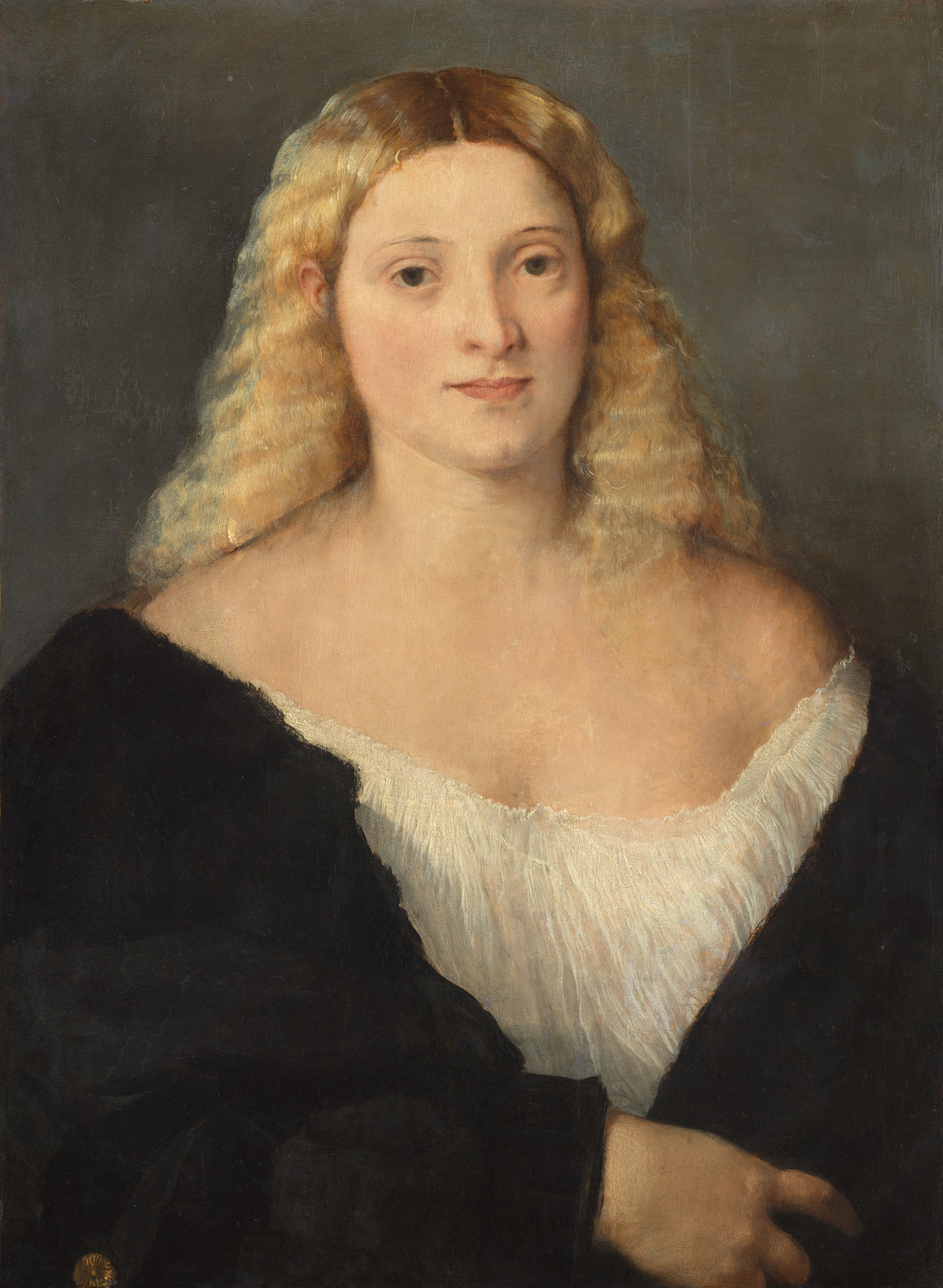
Giovane donna con veste nera (Kunsthistorisches Museum)
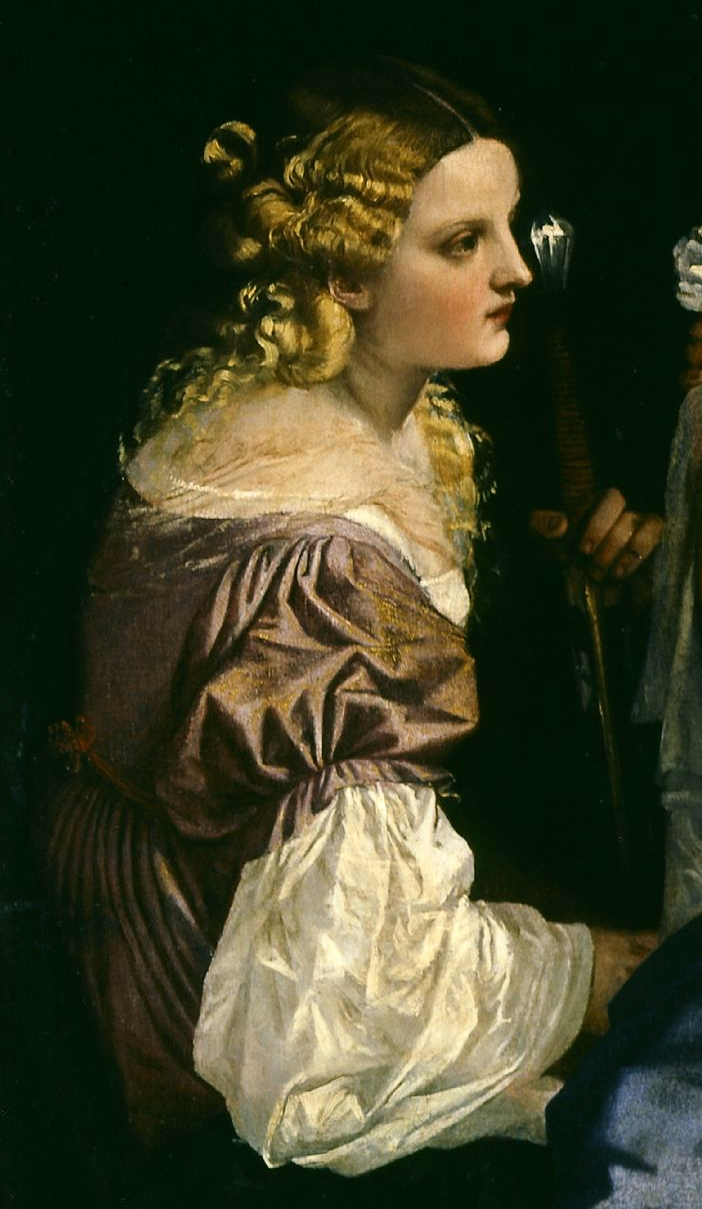
Sacra conversazione Balbi (Fondazione Magnani-Rocca, dettaglio)
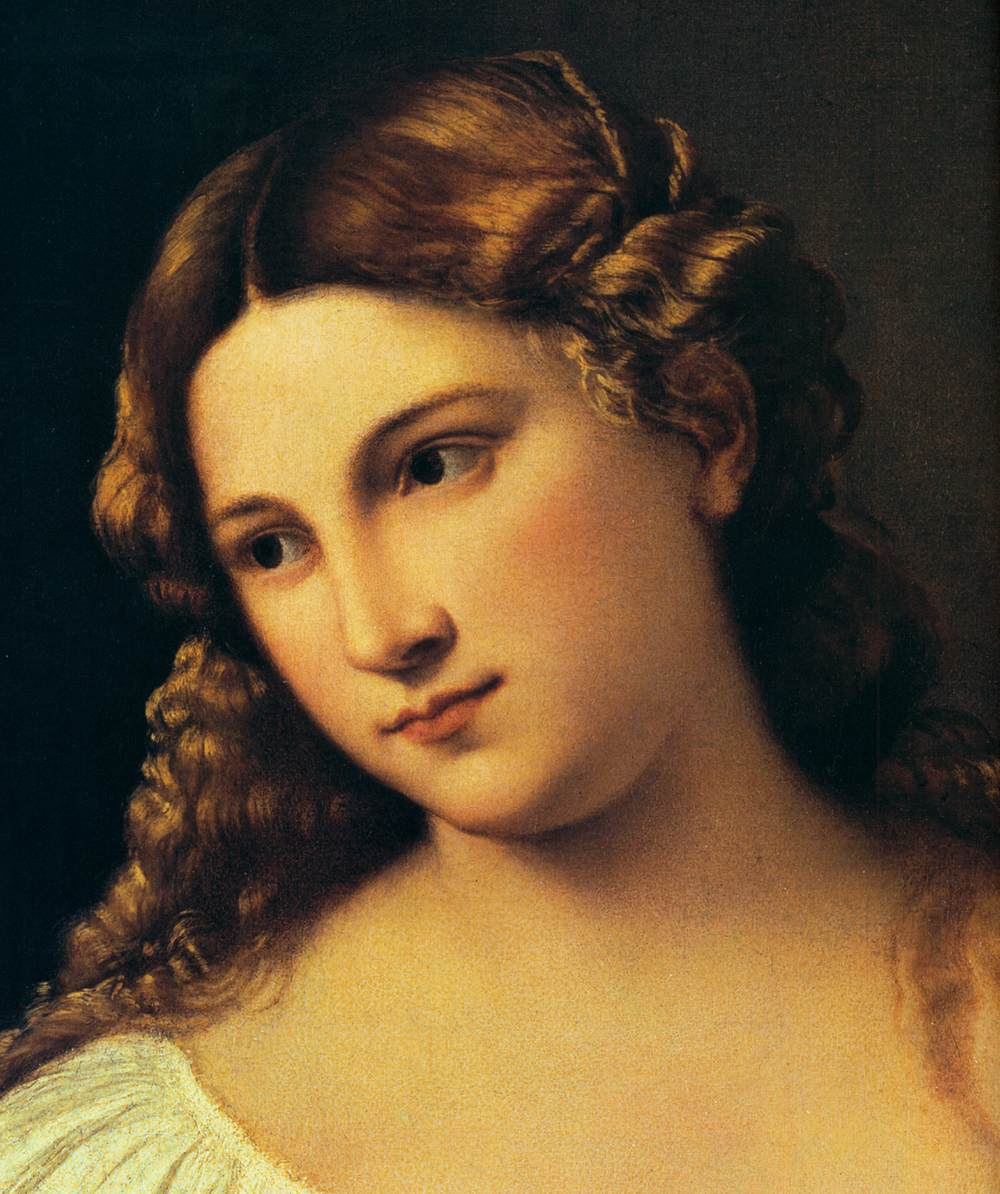
Flora (Uffizi, dettaglio)
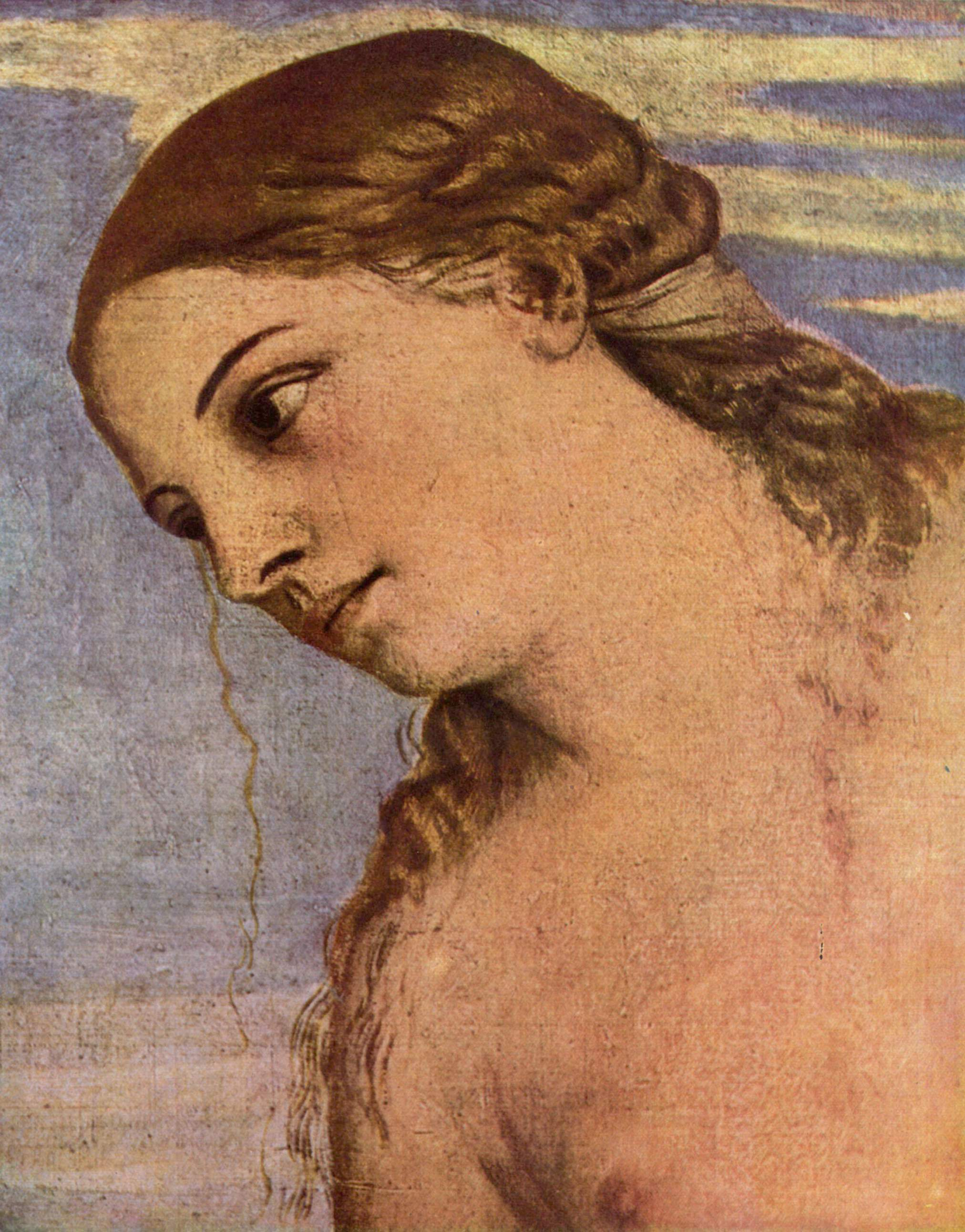
Amor sacro e Amor profano (Galleria Borghese, dettaglio)
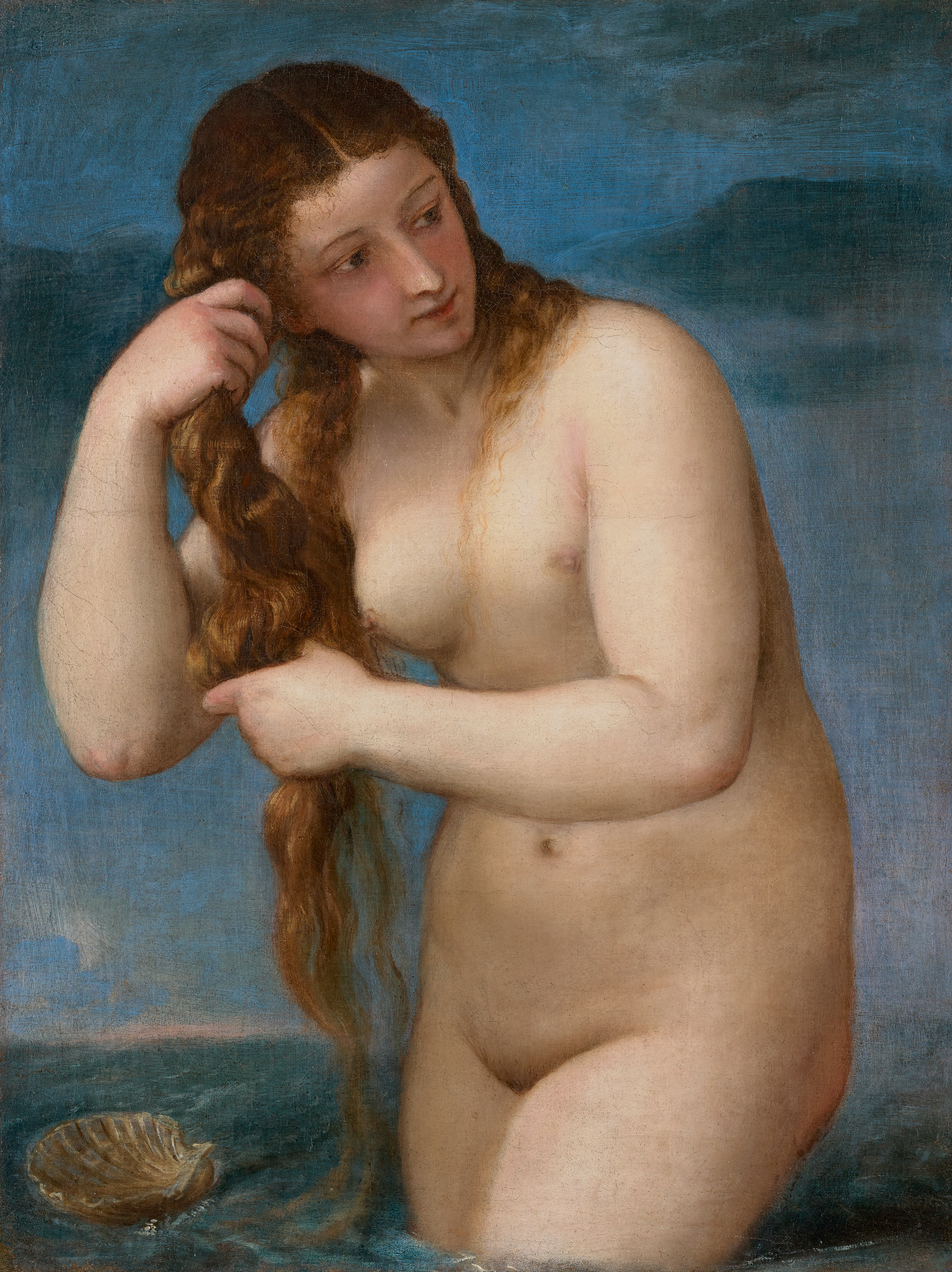
Venere Anadiomene (National Gallery of Scotland)
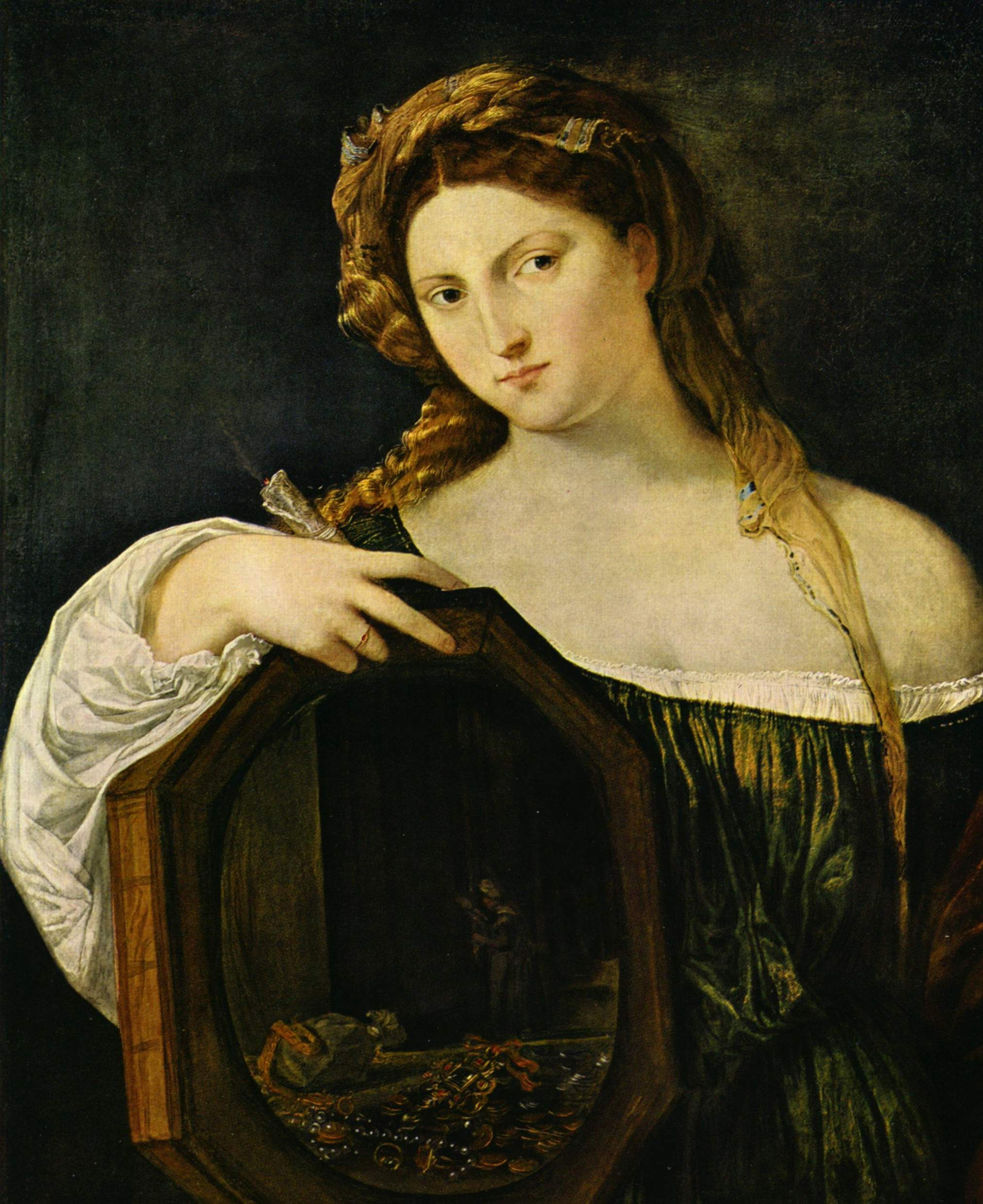
Vanità (Alte Pinakothek)